# Ералка
Ералка — река в России, протекает в Ашинском районе Челябинской области. Правый приток реки Сим.

## География
Река Ералка берёт начало у села Ерал. Течёт на запад вдоль железной дороги. Устье реки находится у станции Симская в 170 км по правому берегу реки Сим. Длина реки составляет 23 км.

## Данные водного реестра
По данным государственного водного реестра России относится к Камскому бассейновому округу, водохозяйственный участок реки — Сим от истока и до устья, речной подбассейн реки — Белая. Речной бассейн реки — Кама.
Код объекта в государственном водном реестре — 10010200612111100019065.